# Cascade de la Billaude
La cascade de la Billaude est une double chute d'eau d'une hauteur totale de 28 m située sur la Lemme dans la commune du Vaudioux dans le Jura.

## Géographie
Située dans les gorges de la Lemme à proximité du hameau de La Billaude à la limite des communes du Vaudioux, de Chaux-des-Crotenay et de Syam au nord du parc naturel régional du Haut-Jura, elle est composée de deux sauts successifs d'une hauteur totale de 28 m. Plusieurs belvédères, à différents niveaux, accessibles depuis la route D279 offrent une vue dégagée sur la cascade.

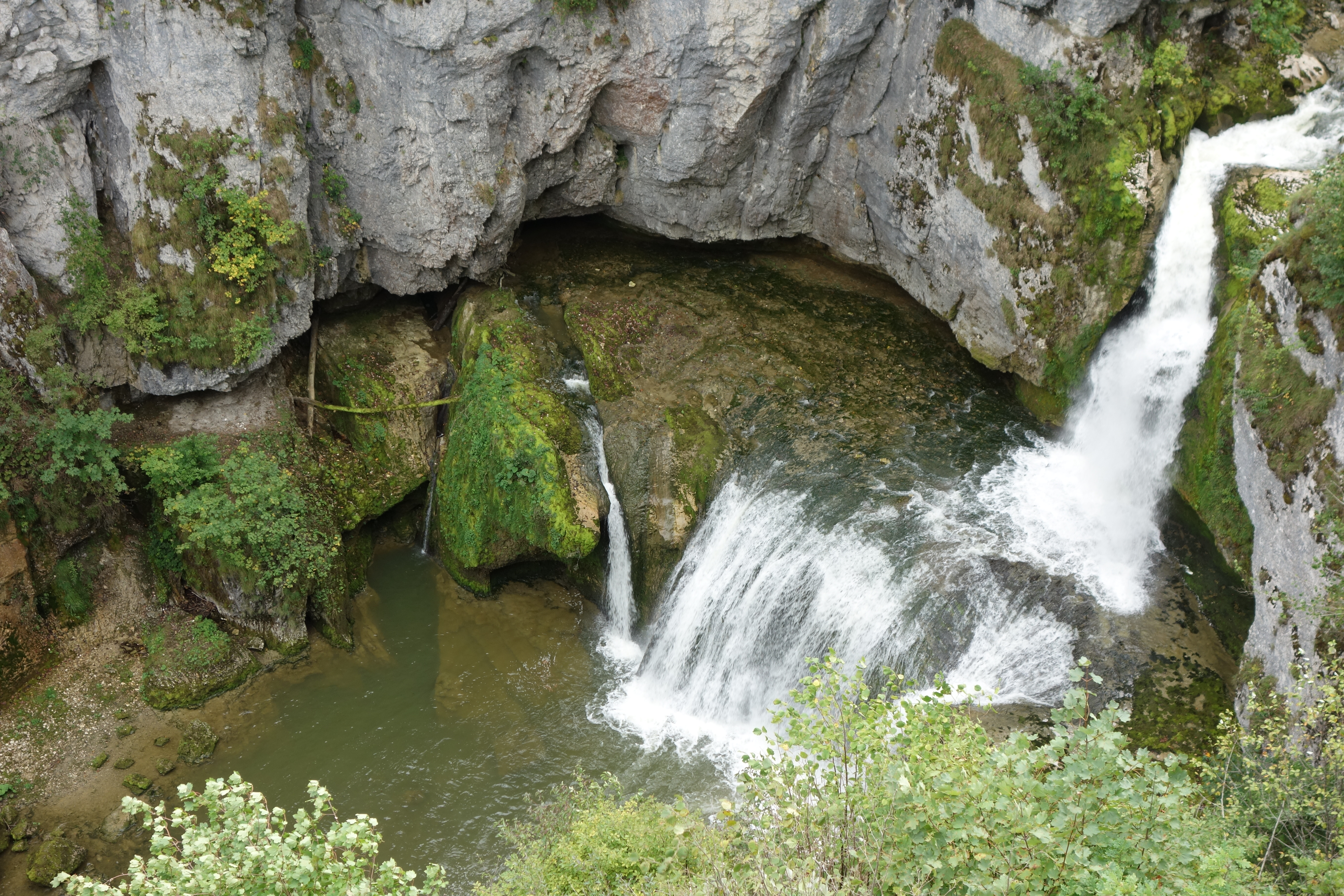
Autre vue de la cascade de la Billaude

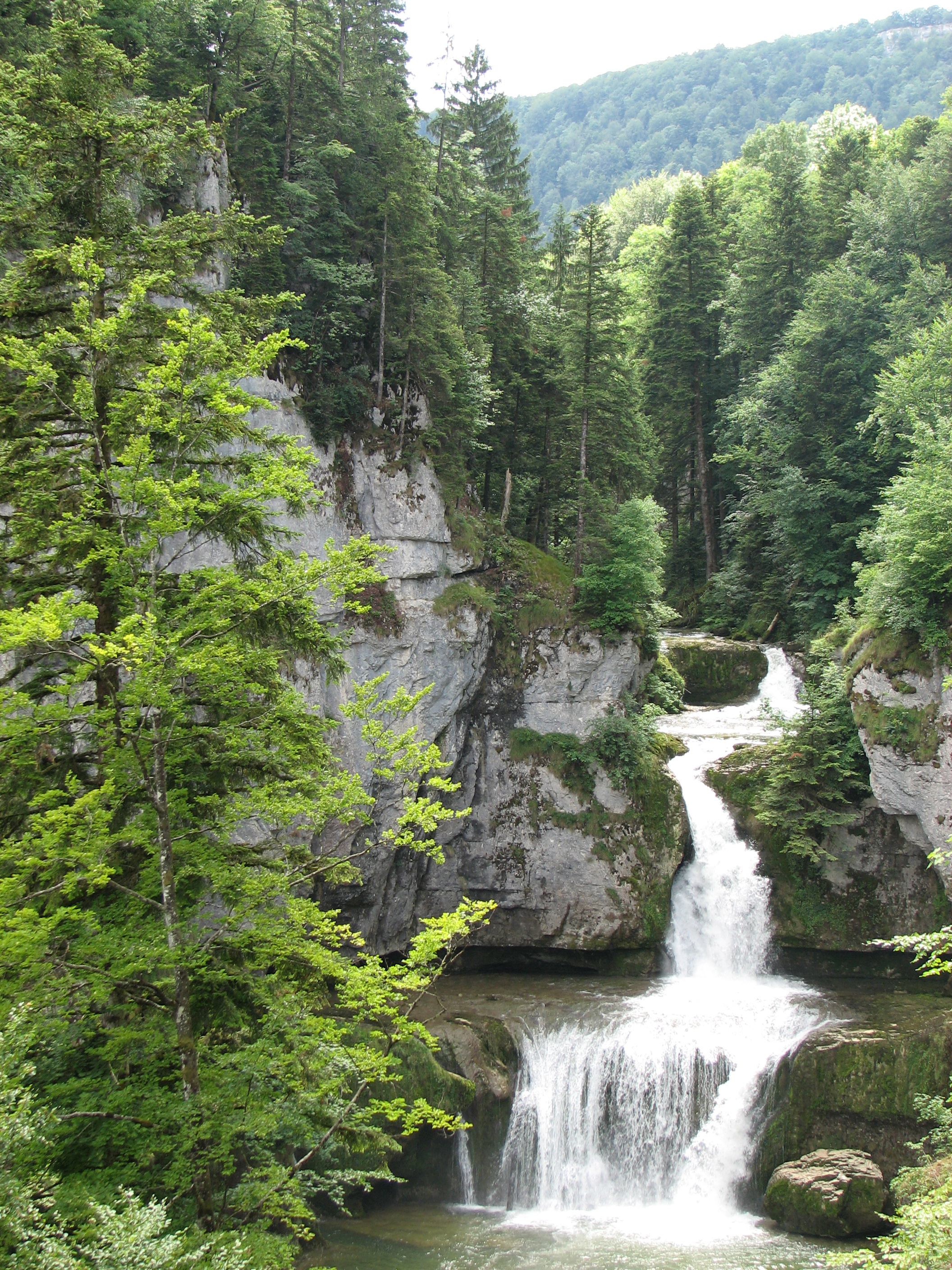
Autre vue de la cascade de la Billaude.

### Protection - Tourisme
La cascade fait partie des sites inscrits du Jura par la DREAL.

## Cinéma
Des scènes du film Un ours dans le Jura de Franck Dubosc sorti en 2024 ont été tournées à la cascade.